# (17683) Kanagawa
Kanagawa o (17683) Kanagawa es un asteroide del cinturón de asteroides de nombre provisional 1997 AR16, descubierto en 1997 por Atsuo Asami desde su observatorio privado en la ciudad de Hadano, en la Prefectura de Kanagawa (Japón). Aunque fue su primer asteroide descubierto, no lo fue en recibir el reconocimiento de su numeración definitiva.

## Origen del nombre
El nombre fue propuesto por el propio descubridor. Recibe su nombre del nombre de la prefectura donde se encuentra situada la ciudad de Hadano, sede del observatorio privado del descubridor donde fue descubierto.